# Astra Vagoane Călători
La SC Astra Vagoane Călători SA (in tedesco Astra Personenwagen) è un costruttore romeno di veicoli ferroviari per trasporto pubblico. Astra sta per Asociație Transilvana. La sede è ad Arad, attualmente in Romania, ma che fino al 1918 fece parte dell'Impero austro-ungarico.

## Storia

#### Weitzer János Rt.

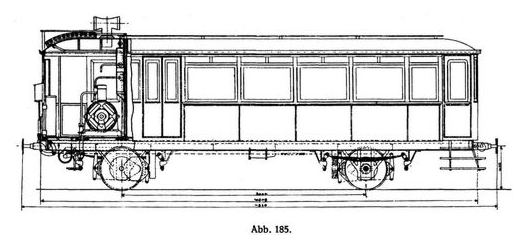
Tram elettrico-benzina della società Aradi és Csanádi Egyesült Vasutak di Arad, anno 1903-1906

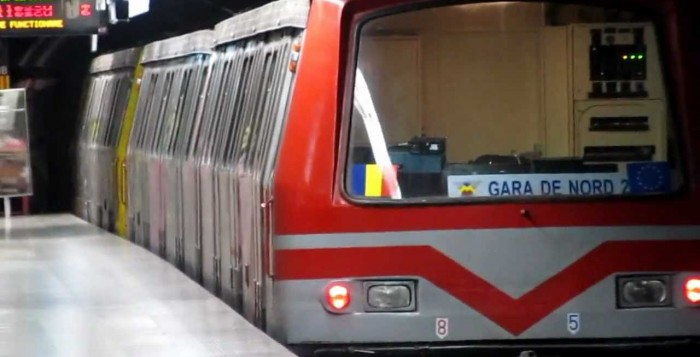
Treno della Metropolitana di Bucarest, anno 2013

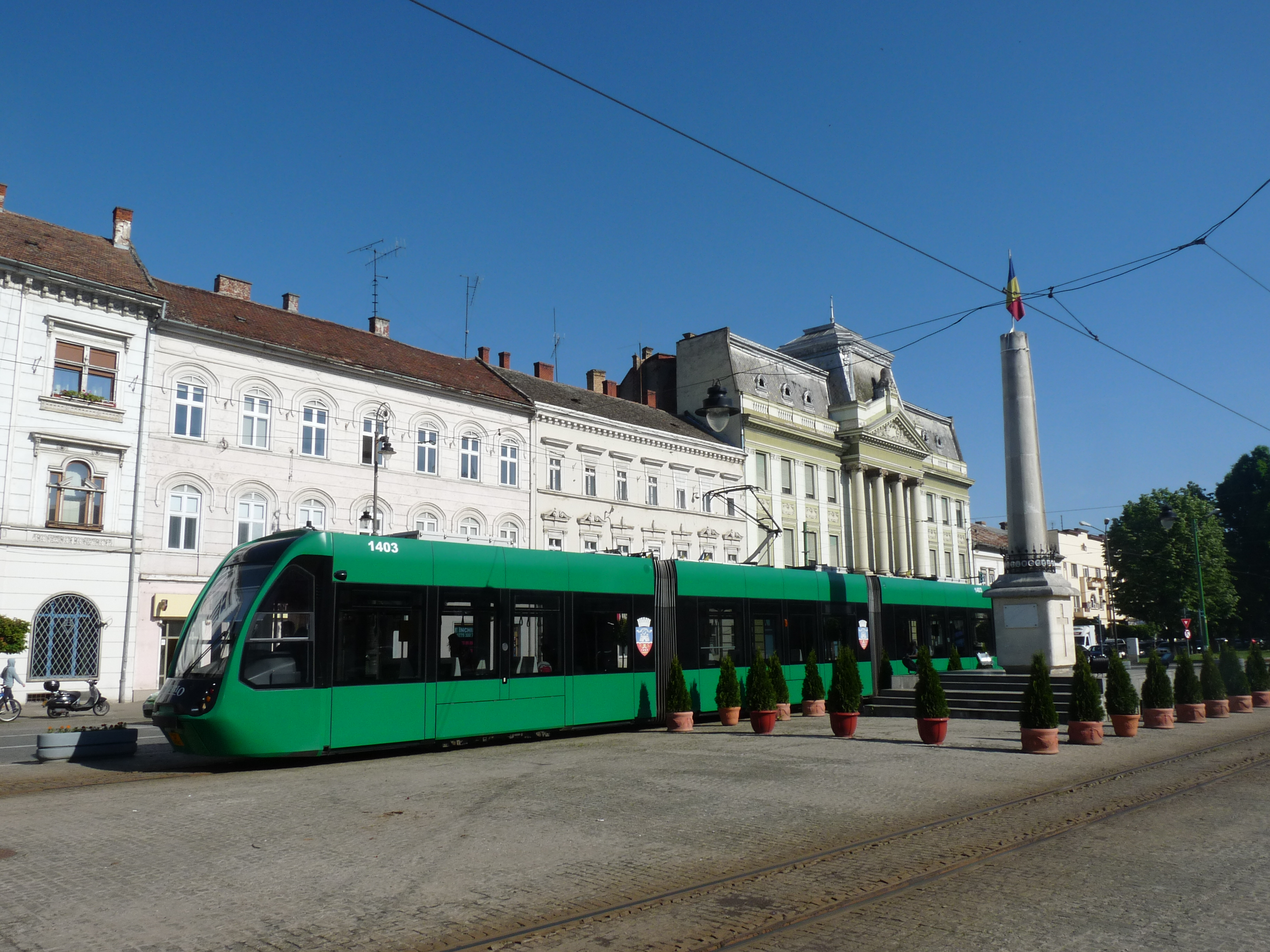
Tram Imperio nella città di Arad, anno 2017

L'industriale austriaco Johann Weitzer (1832–1902) fondò nel 1891 la Aktiengesellschaft Weitzer János Gép,- Waggongyár és Vasöntöde Részvénytársaság, Arad (in tedesco Johann Weitzer Maschinen-, Waggonbau und Eisengießerei Aktiengesellschaft). Nacque dalla società fondata nel 1854 a Graz, Grazer Wagen- und Waggonfabrik AG vorm. Joh. Weitzer, Weitzer János è la magiarizzazione del nome. Dal 1903 la società di Arad, con il sistema Weitzer-De Dion-Bouton-Triebwagen, produsse la prima serie in Europa di automotrici a propulsione elettrica-benzina.

### Fabrica de automobile și vagoane Astra
La Fabrica de automobile și vagoane Astra (in tedesco Astra Automobil- und Waggonfabrik) di Arad dal 1921 sigla un accordo con la Magyar Automobil Részvény Társaság Arad (in tedesco Ungarische Automobil AG Arad) con Weitzer János Rt. La produzione comprendeva autocarri, autobus e tram. Tra il 1922 e il 1926 produsse anche automobili a marchio Astra. Il modello 45/60 HP e il quattro cilindri 8000 cm³ da 60 HP.
Dopo la seconda guerra mondiale e il regime comunista la società venne statalizzata.

### Astra Vagoane Arad e Astra Vagoane Călători
Dopo la privatizzazione nel 1998 la società Astra Vagoane venne divisa in Astra Vagoane Arad SA a capitale privato internazionale e la SC Astra Vagoane Călători SA per il trasporto persone, a capitale romeno.
La parte a capitale internazionale nel 1999 apparteneva al 70% alla statunitense Trinity Industries venduta nel 2006 alla International Railway Systems (IRS), con sede a Lussemburgo. Nel novembre 2011 la IRS romena entra in insolvenza. Nel 2012 viene presa dalla Astra Rail Industries.
La SC Astra Vagoane Călători SA produce oggi vagoni passeggeri e tram.
- Vagoni: Carrozza Eurofima.[6]
- Tram: 
  - In Arad dal 2014 treni tipo "Imperio". Con Siemens anche il treno tipo "Avenio".[8]
  - Per la rete tranviaria di Timișoara i treni Astra tipo "Armonia" ristrutturati.[9]
  - Per Timișoara il tipo "Imperio" un nuovo tipo "Autentic".[9]